# Anarpia
Anarpia là một chi bướm đêm thuộc họ Crambidae.

## Các loài
- Anarpia incertalis (Duponchel, 1832)
- Anarpia iranella (Zerny, 1939)